# 多摩市パチンコ店強盗殺人事件
多摩市パチンコ店強盗殺人事件（たましパチンコてんごうとうさつじんじけん）とは1992年（平成4年）に東京都多摩市の雑居ビルで発生した強盗殺人事件である。最高裁判所においては中国人によるパチンコ店店員3名に対する強盗殺人事件と称される。犯人の3人のうち、従犯2人は逮捕され死刑判決が確定したが、主犯が国外逃亡しており一部未解決である。

## 事件の概要
1992年（平成4年）5月30日、中華人民共和国福建省出身の男3人 (X・C・H) が閉店後のパチンコ店Mから売上金を強奪する計画を実行した。事件はX（当時29歳）が「簡単に金がとれるパチンコ店がある」とC（当時31歳）、H（当時27歳）に話を持ちかけ、事前にパチンコ店を下見したり、犯行の予行演習までしていた。Xはハンティングナイフ、Cはバタフライナイフ、Hは木の棒を持参し、店員が抵抗したら殺害してもかまわないと決意していた。
閉店後の午後11時20分頃、東京都多摩市関戸2丁目の雑居ビルでパチンコ店の従業員甲（当時39歳）と乙（当時43歳）の二人が、1階の店舗から4階の事務所に売上金の現金1500万円が入った袋を台車に載せて移動するためエレベーターに乗った。それを確認したXが1階から、CとHが2階からエレベーターに乗り込んだ。従業員2人に対してXとCはバタフライナイフなどで何箇所も突き刺し、Hも木の棒で頭部を殴打して殺害した。エレベーター内部は血の海になっていた。
エレベーターが4階で止まるとCは散乱した現金の中から234万円を鷲掴みにして逃げようとしたが、そこへ異変を察知した同店の専務の丙（当時36歳）が駆けつけ、Xらと鉢合わせした。Xは丙をバタフライナイフなどで刺殺し、丙は3人目の犠牲者となった。

## 捜査・逮捕
110番通報を受けて多摩中央警察署員が駆けつけたところ、エレベーター内で甲と乙が死亡しているのを発見、その後、4階のエレベーターホールで丙の刺殺体も発見された。発見時、エレベーターホールには1000万円以上の紙幣が散乱していた。
警視庁刑事部捜査第一課は現場の状況から強盗殺人事件と見て多摩中央警察署に特別捜査本部を設置。目撃情報などから逃走した2人組の男の捜査を開始した。また、凶器として使用されたものと同型のハンティングナイフを公開した。
1992年（平成4年）6月25日、多摩中央警察署特別捜査本部は事件直後に新宿区内で頬の治療を受けた中国人風の男性の似顔絵を作成し、重要参考人として公開、情報提供を呼びかけた。
その後、Cが1992年（平成4年）10月10日に東京都内のスナックに窃盗目的で侵入したところを警視庁巣鴨警察署に建造物侵入・窃盗未遂容疑で現行犯逮捕され、指紋から本事件の犯人と判明した。また、出入国管理及び難民認定法違反で渋谷警察署に逮捕されたHも本事件の関与が明らかになったため、多摩中央警察署特別捜査本部はCとHを強盗殺人容疑で逮捕した。
主犯格のXはすでに出国しており、国際手配されたが現在も逃亡中である。そのため公訴時効が停止となっていたが、2010年の改正法により公訴時効が廃止された。

## 刑事裁判

### 第一審・東京地裁八王子支部
1993年（平成5年）3月23日、東京地裁八王子支部（井上広道裁判長）で初公判が開かれ、罪状認否でCとHは「店員たちを脅して金を取るつもりだった。ナイフは手にしていないし、一度も刺していない」などと述べて強盗について周到な計画を立てたことは認めたが、殺人の実行について否認した。また、Xとの共謀についても否認した。
1995年（平成7年）5月23日、論告求刑公判が開かれ、検察官はCとHに死刑を求刑した。
1995年（平成7年）12月15日、東京地裁八王子支部（豊田健裁判長）で判決公判が開かれ、裁判長は「他に類を見ない冷酷な犯行で、人間らしさを窺うことができない。自らの生命をもって償うべきと判断する」としてCとHに検察官の求刑通り死刑判決を言い渡した。CとHは判決を不服として即日控訴した。

### 控訴審・東京高裁
1998年（平成10年）1月29日、東京高裁（米沢敏雄裁判長）は「殺害方法の残虐性などを考えると、死刑の量刑はやむを得ない」として一審・東京地裁八王子支部の死刑判決を支持、CとHの控訴を棄却した。

### 上告審・最高裁第三小法廷
2002年（平成14年）6月11日、最高裁第三小法廷（金谷利廣裁判長）は「3人の命を奪った犯行は冷酷、非情であり、両被告を死刑とした一・二審の量刑を認めざるを得ない」としてCとHの上告を棄却する決定を出した。その後、7月9日付でCとHに対する死刑判決が確定した。
定住外国人に対し死刑が宣告されたのは1964年（昭和39年）に神奈川県横浜市で発生した在日韓国人夫婦を殺害した在日韓国人（1966年（昭和41年）に1審で死刑が確定）に対する死刑判決から36年ぶり、そして来日外国人としては戦後初めての事例である。
他の中国人死刑囚としては、1999年（平成11年）に川崎市で同胞6人を殺傷した川崎中国人6人殺傷事件で2006年（平成18年）7月15日に死刑が確定した男Cがいたが、こちらは2009年（平成21年）7月28日に死刑を執行されている。

## 死刑確定後
2020年（令和2年）9月27日時点でCとHの2名とも東京拘置所に収監されている。